# Memorial de Linares

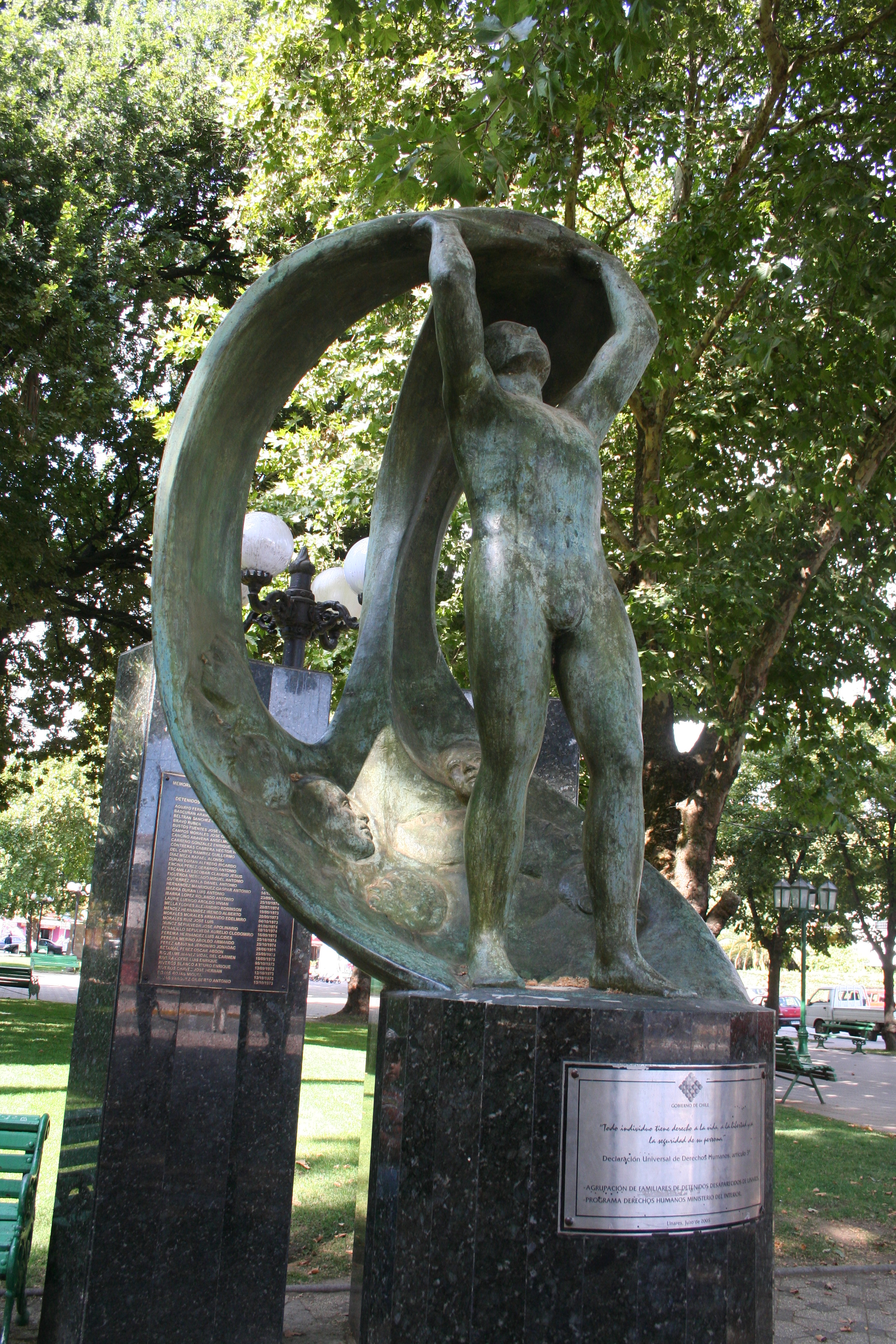
Memorial de Linares a los detenidos desaparecidos

El Memorial de Linares es un monumento dedicado a la memoria de los detenidos y desaparecidos durante la dictadura militar de Pinochet entre 1973 y 1990, ubicado en la esquina nor-poniente de la plaza de armas de la ciudad de Linares, región del Maule. El monumento fue creado por el escultor Carlos Moya.
El memorial consiste en un monumento de bronce erigido a la memoria de los detenidos de la región, el cual fue inaugurado el 2 de junio de 2005, siendo financiado por el programa de Derechos Humanos del Ministerio del Interior.
En septiembre de 2014 fue atacado por desconocidos quienes lanzaron pintura roja el monumento dañando parte del color original que poseía, debiendo ser restaurado por el mismo artista que creó la estatua.